# Üçdam, Uğurludağ
Üçdam là một xã thuộc huyện Uğurludağ, tỉnh Çorum, Thổ Nhĩ Kỳ. Dân số thời điểm năm 2010 là 147 người.